# Římskokatolická farnost – děkanství Kadaň
Římskokatolická farnost – děkanství Kadaň (lat. Caadana) je církevní správní jednotka sdružující římské katolíky na území města Kadaň a v jeho okolí. Organizačně spadá do krušnohorského vikariátu, který je jedním z 10 vikariátů litoměřické diecéze. Centrem farnosti je děkanský kostel Povýšení svatého Kříže v Kadani.

## Historie farnosti

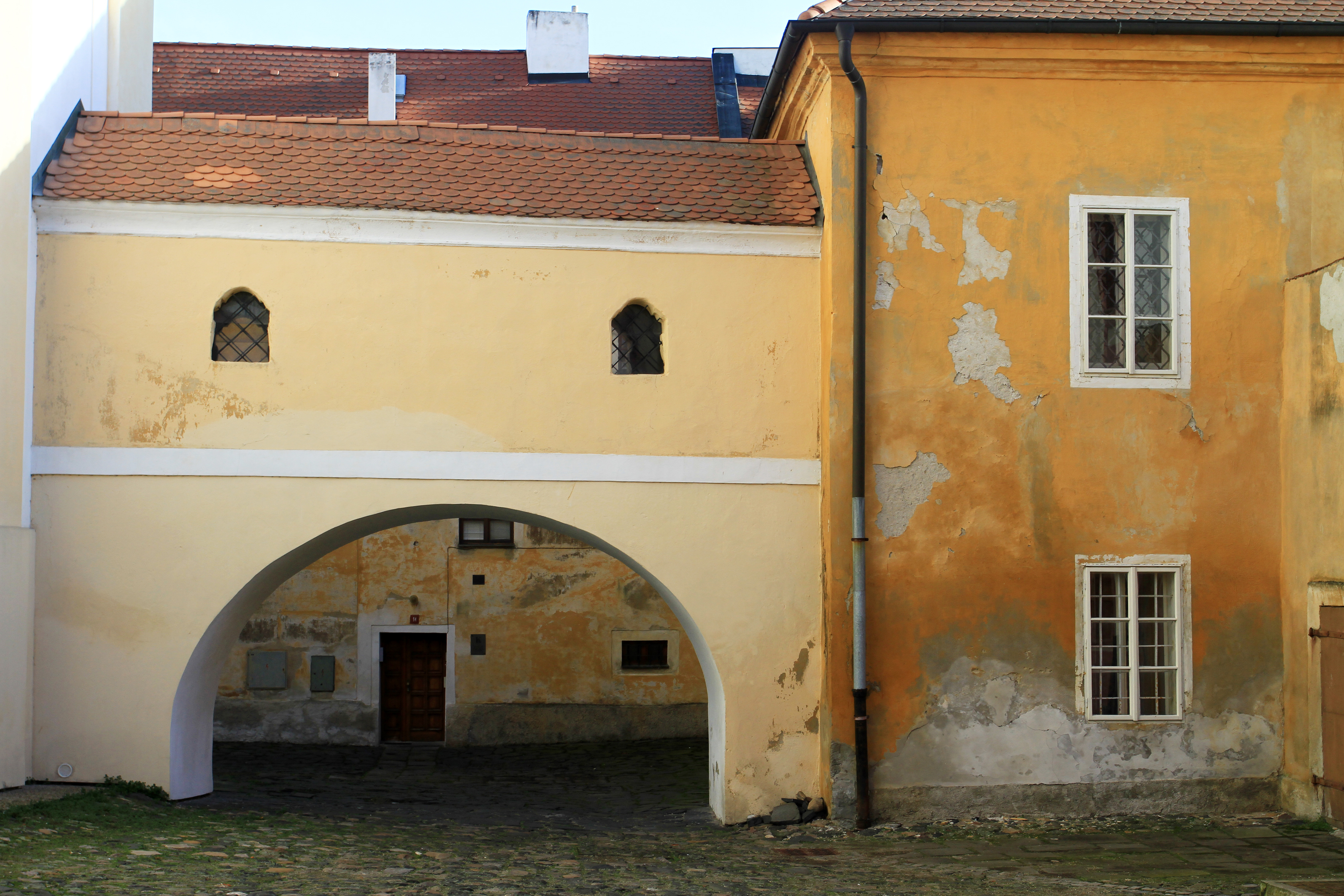
Budova kadaňského děkanství

Jedná se o staré děkanství, jehož datum založení není známo. Matriky jsou vedeny od roku 1558.
Děkanství bylo, jakožto duchovní centrum, zvláště od 50. let 20. století do 31. prosince 2012, středem tzv. kadaňského farního obvodu, z něho byly v různých etapách spravovány okolní farnosti. Před zánikem kadaňského farního obvodu jimi byly farnosti: Čachovice, Dolany, Kralupy u Chomutova, Lomazice, Mašťov, Mikulovice u Vernéřova, Podlesice, Prunéřov, Radnice, Radonice, Tureč, Tušimice, Úhošťany, Veliká Ves, Vilémov a Želina.
Od 1. ledna 2013 kadaňské děkanství afilovalo farnosti Čachovice, Dolany, Kralupy u Chomutova, Lomazice, Mikulovice u Vernéřova, Prunéřov, Radnice, Tušimice, Úhošťany a Želinu; zatímco farnost-děkanství Mašťov se osamostatnila a afilovala farnosti Podlesice, děkanství Radonice, Tureč, Velikou Ves a Vilémov.

### Duchovní správcové vedoucí farnost
Začátek působnosti jmenovaného v duchovní správě farnosti od:
- -1588 Martinus Pfeifer
- 1610   Jacobus Vicinius
- 1615   Joannes Hagelius de Raversperg
- 1634   Joannes Büttner von Gluckstein
- 1652   Jodocus Thomas von Selge
- 1657   Joannes Beck von Neugenau
- 1662   Franciscus Math. Kirchhoffer
- 1666   Lucas Birdelius
- 1700   Oliverius W. Daisinger
- 1727   Leopoldus Roch
- 1758   Anton Küstenseger, děkan, † 5. 5. 1786
- 1786   Maximilian Pannosch, děkan, † 25. 12. 1804
  - Franz Xaver Petran z hraběcí rodiny Thunů, kaplan
- 1805   Jos. Kirchsleiter, n. 20. 3. 1765 Kaaden, o. 22. 7.  1791, † 19. 5. 1825
- 1825   Ioann. Nitsch, n. 23. 1. 1781 Kaaden, o. 8. 9. 1804, † 6. 12. 1849
- 1850   Car. Manik, n. 13. 9. 1799 Kaaden, o. 24. 8. 1822, † 10. 11. 1874
- 1865   Wenc. Zirkler, n. 3. 2. 1818 Kaaden, o. 29. 7. 1841, † 22. 11. 1867
- 1869   Jos. Wollmann, n. 16. 5. 1822 Kaaden, o. 26. 7. 1847, † 23. 12. 1877
- 1877   Franc. Xav. Rotter, n. 28. 10. 1836 Lischnic., o. 26. 7. 1858, † 2. 4. 1903
- 1904   Car. Wach, n. 15. 9. 1864 Kaaden, o. 22. 5. 1887, † 21. 6. 1922
- 1. 1. 1923 Theod. Sannig, n. 30. 11. 1881 Riemetsheide, o. 12. 7. 1908, † 3. 7. 1950
- 1. 12. 1945 Oldřich Hodač
- 23. 5. 1950 Ladislav Vybíral
- 1. 6.  1950 Jan Nepomuk Štikar OFM
- 1. 8.  1960 Miroslav Kubík
- 1. 10. 1970 Jan Kozár
- 1. 7.  1986 Miroslav Maňásek SDB
- 1. 7.  1990 Jiří Kabát CSsR
- 1. 2.  1991 Jozef Piroh
- 1. 5.  1993 Petr Kubíček
- 1. 1.  1994 Tomáš Pirný
- 1. 3.  1996 Richard Madej
  - 1. 10. 1997 Jan Burian, farní vikář
- 15. 11. 1997 Josef Čermák admin., od 1. července 2012 děkan
  - 1. 1. 2020 Jan Hrubý, trvalý jáhen; od 18. 6. 2023 kněz, v. duch.[3]

Kromě kněží stojících v čele farnosti, působili ve farnosti v průběhu její historie i jiní kněží. Většinou pracovali jako farní vikáři, kaplani, katecheté, výpomocní duchovní aj.

### Duchovní z farnosti pocházející
P. Konstantin Lihl OSB (n. 19. 04. 1697 Kadaň; prof. 25. 11. 1722 Broumov; o. 17. 10. 1728; † 29. 01. 1765 Broumov) – převor legnickopolský

## Území farnosti
Do farnosti náleží území obcí:
- Ahníkov (Hagensdorf)
- Běšice (Weschitz)
- Brany (Prahn)
- Brodce (Prodlas)
- Bystřice (Wistritz)
- Čachovice (Tschachwitz)
- Čermníky (Tschermich)
- Dlouhý Luh (Langenau)
- Dolany (Dehlau)
- Donín (Dohnau)
- Henklův Dvůr (Henkelhof)
- Hořenice (Horschenitz)
- Hradec (Burgstadtl)
- Hrzín (Grün)
- Humnice (Humitz)
- Hůrka (Harkau)
- Chotěnice (Kudenitz)
- Jindřichov (Heinersdorf)
- Kadaň (Kaaden)
- Kadaňská Jeseň (Gösen)
- Kralupy u Chomutova (Deutsch Kralupp)
- Krásný Dvoreček (Klein Schönhof)
- Libouš (Liebisch)
- Litoltov (Liesen)
- Lomazice (Lametitz)
- Lužice (Lusschitz)
- Malá Lesná (Klein Spinnelsdorf)
- Malé Krhovice (Kleinkobitz)
- Martinov (Merzdorf)
- Mikulovice (Niklasdorf)
- Milžany (Milsau)
- Naší (Naschau)
- Nová Víska (Neudörfel)
- Nová Víska u Rokle (Neudörfel)
- Ostré (Westrum)
- Pastviny (Weiden)
- Pavlov (Ahrendorf)
- Pětipsy (Fünfhunden)
- Pokutice (Pokatitz)
- Poláky (Pohlig)
- Potočná (Schönbach)
- Prahly (Pröhl)
- Prunéřov (Brunnersdorf)
- Přezetice (Prosteritz)
- Račice (Retschitz)
- Radnice (Redenitz)
- Rokle (Rachl)
- Tušimice (Tuschmitz)
- Úhošť (Purberg)
- Úhošťany (Atschau)
- Vadkovice (Wakowitz)
- Velká Lesná (Gross Spinnelsdorf)
- Vernéřov (Wernsdorf)
- Vrchnice (Wurgnitz)
- Zelená (Grün)
- Zvoníčkov (Männelsdorf)
- Želina (Seelau)

## Římskokatolické sakrální stavby na území farnosti
| | Fotografie | Stavba                            | Místo                                 | Bohoslužby                                 | Zeměpisné souřadnice             | Status           | Číslo kulturní památky           |
| Kostely | Kostely    | Kostely                           | Kostely                               | Kostely                                    | Kostely                          | Kostely          | Kostely                          |
| --- | ---------- | --------------------------------- | ------------------------------------- | ------------------------------------------ | -------------------------------- | ---------------- | -------------------------------- |
| 1. |            | Kostel Povýšení svatého Kříže     | Kadaň                                 | bližší informace o bohoslužbách            | 50°22′33″ s. š., 13°16′18″ v. d. | farní kostel     | 26677/5-1698 (Pk•MIS•Sez•Obr•WD) |
| 2. |            | Kostel Svaté rodiny a sv. Alžběty | Kadaň                                 | bližší informace o bohoslužbách            | 50°22′34″ s. š., 13°16′31″ v. d. | klášterní kostel | 22449/5-927 (Pk•MIS•Sez•Obr•WD)  |
| 3. |            | Kostel sv. Anny                   | Kadaň                                 | převeden do vlastnictví pravoslavné církve | 50°22′43″ s. š., 13°16′19″ v. d. | hřbitovní kostel | 20321/5-922 (Pk•MIS•Sez•Obr•WD)  |
| 4. |            | Kostel Stětí sv. Jana Křtitele    | Kadaň                                 | bližší informace o bohoslužbách            | 50°22′27″ s. š., 13°16′25″ v. d. | špitální kostel  | 14802/5-928 (Pk•MIS•Sez•Obr•WD)  |
| 5. |            | Kostel 14 sv. Pomocníků           | Kadaň, Klášter 14 sv. Pomocníků       | bližší informace o bohoslužbách            | 50°22′44″ s. š., 13°15′30″ v. d. | klášterní kostel | 26557/5-923 (Pk•MIS•Sez•Obr•WD)  |
| 6. |            | Kostel sv. Mikuláše               | Mikulovice                            | bližší informace o bohoslužbách            | 50°23′35″ s. š., 13°13′32″ v. d. | filiální kostel  | 25489/5-649 (Pk•MIS•Sez•Obr•WD)  |
| 7. |            | Kostel sv. Havla                  | Úhošťany                              | bližší informace o bohoslužbách            | 50°21′16″ s. š., 13°15′31″ v. d. | filiální kostel  | 37099/5-804 (Pk•MIS•Sez•Obr•WD)  |
| 8. |            | Kostel sv. Vavřince               | Želina                                | bližší informace o bohoslužbách            | 50°21′57″ s. š., 13°17′2″ v. d.  | filiální kostel  | 33982/5-735 (Pk•MIS•Sez•Obr•WD)  |
| Kaple |            |                                   |                                       |                                            |                                  |                  |                                  |
| 9. |            | Kaple Božího milosrdenství        | Brodce                                | bližší informace o bohoslužbách            | 50°21′3″ s. š., 13°13′49″ v. d.  | kaple            | –                                |
| 10. |            | Kaple sv. Jana Křtitele           | Kadaň                                 | bližší informace o bohoslužbách            | 50°22′44″ s. š., 13°15′33″ v. d. | kaple            | –                                |
| 11. |            | Kaple Růžencového bratrstva       | Kadaň                                 | bližší informace o bohoslužbách            | 50°22′33″ s. š., 13°16′20″ v. d. | kaple            | –                                |
| 12. |            | Kaple křížové cesty               | Kadaň, u kláštera františkánů         | bohoslužby příležitostně                   | 50°22′43″ s. š., 13°15′43″ v. d. | kaple            | 25855/5-925 (Pk•MIS•Sez•Obr•WD)  |
| 13. |            | Kaple sv. Josefa na Riebelsbergu  | Kadaň, zahrada Alžbětinského kláštera | bohoslužby příležitostně                   | 50°22′36″ s. š., 13°16′31″ v. d. | kaple            | –                                |
| Některé drobné sakrální stavby a pamětihodnosti lze dohledat zde v databázi Drobné sakrální památky Zaniklé sakrální stavby lze dohledat zde v databázi Poškozené a zničené kostely, kaple a synagogy v České republice |            |                                   |                                       |                                            |                                  |                  |                                  |

Ve farnosti se nacházejí také další drobné sakrální stavby a pamětihodnosti. Historicky se na území farnosti, včetně afilovaných farností, nacházelo větší množství kostelů, kaplí, kapliček a dalších sakrálních objektů. Velká část z nich byla zbořena nebo poškozena v 2. polovině 20. století v důsledku těžby uhlí a průmyslu. Seznamy těchto objektů jsou připojeny na stránkách zaniklých farností.